# 임대호
임대호(1965년 1월 27일 ~ )는 대한민국의 배우이다.

## 학력
- 추계예술대학교 대학원 문화예술경영학 석사

## 이력
1983년 연극배우로 첫 데뷔하였고 1984년 영화 《내 사랑 짱구》의 단역 출연을 통하여 영화배우에 데뷔하였으며 1989년 MBC 문화방송 공채 탤런트로 정식 데뷔하였다.

## 출연작

### 영화
- 《정승필 실종사건》 (2009) ... 장반장
- 《외톨이》  (2008) ... 관리인
- 《엄마에게 애인이 생겼어요!》 (1995) ... 뚱뚱이
- 《누가 나를 미치게 하는가》 (1995) ... 중국집주인
- 《투캅스》 (1993) ... 황조
- 《뻘》 (1991)
- 《남부군》 (1990) ... 마동무
- 《늑대의 호기심이 비둘기를 훔쳤다》 (1989)
- 《내사랑 짱구》 (1985)

### 텔레비전 드라마
- 《장영실》 (KBS 1TV, 2016) - 마봉걸 역
- 《장사의 신 - 객주 2015》  (KBS 2TV, 2015) - 천가객주 보부상 역
- 《태양의 도시》 (MBC 드라마넷, 2015) - 박윤식 역
- 《아내스캔들 - 바람이 분다》 (TV조선, 2014)
- 《정도전》 (KBS 1TV, 2014) - 남은 역
- 《무신》 (MBC, 2012)
- 《광개토태왕》 (KBS 1TV, 2011~2012) - 모두루 역
- 《짝패》 (MBC, 2011) - 붓들아범 역
- 《워킹맘》 (SBS, 2008) - 고주몽 역
- 《신 현모양처》- (MBC, 2007) - 오봉구 역
- 《마법전사 미르가온》 (KBS 2TV, 2005) - 이승구 역
- 《주몽》 (MBC, 2006~2007) - 협보 역
- 《불멸의 이순신》 (KBS 1TV, 2004) - 오형 역
- 《드라마시티 - 아름다운 동거》 (KBS 2TV, 2004)
- 《드라마시티 - 벗으면 보인다》 (KBS 2TV, 2004)
- 《무인시대》 (KBS 1TV, 2003) - 도손 역
- 《올인》 (SBS, 2003) - 천상구 역
- 《사랑을 예약하세요》 (MBC, 2002)
- 《203 특별수사대》 (KBS 2TV, 2001~2002) 마수정 역
- 《피아노》 (SBS, 2001~2002) - 빵집 직원, 대호 역
- 《태조 왕건》 (KBS 1TV, 2000) - 완안함보 역
- 《천사의 분노》 (SBS, 2000년)
- 《경찰특공대》(SBS, 2000년) - 육창주 역
- 《해피투게더》 (SBS, 1999)
- 《허준》 (MBC, 1999~2000) - 천양태 역
- 《홍길동》 (SBS, 1998) - 활빈당 일원 역
- 《초원의 빛》 (KBS 1TV, 1997)
- 《전원일기》 (MBC, 1996)
- 《째즈》 (SBS, 1995) - 엄한섭 역
- 《코리아게이트》 (SBS, 1995) - 이학봉 역
- 《냉동인간》(SBS, 1995)
- 《모래시계》(SBS, 1995) - 장일도 역
- 《짝》 (MBC, 1994~1998)
- 《M》 (MBC, 1994) - 때보 역
- 《영웅일기》 (SBS, 1994)
- 《대추나무 사랑걸렸네》 (KBS 1TV, 1994) - 민구 역
- 《비가비》(KBS 2TV, 1992~1993)
- 《여명의 눈동자》 (MBC, 1991~1992) - 겐지 역
- 《한지붕 세가족》 (MBC, 1990)
- 《서울 시나위》 (MBC, 1989)
- 《초대받지 않은 여행》 (MBC, 1989)

## 광고
- 1997년 ~ 1998년 일양약품 원비디
- 2000년 일양약품 영비천 (임현식, 최란, 이희도와 함께 출연)

### 시트콤
- 《남자 셋 여자 셋》(MBC, 1996)
- 《엄마는 출장중》(KBS2, 1996)
- 《순풍 산부인과》(SBS, 1998)
- 《LA아리랑》(SBS, 1998)
- 《세 친구》(MBC, 2000)
- 《립스틱》(ITV, 2001) - 잡지사 부장 임대호 역
- 《연인들》(MBC, 2002) - 박진태(김진태 분)의 첫째 아들이자 박상면의 형 박대호 역으로 단역

### 방송
- 《6시 내고향 - 발길따라 고향 기행》 (KBS1)
- 《리빙쇼 당신의 여섯시》(KBS2)
- 《생방송 좋은 아침입니다》(KBS2)
- 《체험 삶의 현장》(KBS2)